# اسکات برگس (بازیکن فوتبال)
اسکات برگس (انگلیسی: Scott Burgess؛ زادهٔ ۱۲ اوت ۱۹۹۷) بازیکن فوتبال اهل بریتانیا است.
از باشگاه‌هایی که در آن بازی کرده‌است می‌توان به باشگاه فوتبال یورک سیتی، باشگاه فوتبال مکلسفیلد تاون، باشگاه فوتبال بری، باشگاه فوتبال استالی‌بریج سلتیک، باشگاه فوتبال گریمزبی تاون، باشگاه فوتبال پورت ویل، و باشگاه فوتبال ورکسام اشاره کرد.